# Maarten Arens
Maarten Johannes Arens (Diemen, 20 mei 1972) is een voormalig Nederlands judoka die gedurende zijn judocarrière onder meer goud won op de Europese kampioenschappen van 1995 in Birmingham en in totaal vier keer Nederlands kampioen werd in zijn gewichtsklasse. In 2000 eindigde hij op de Olympische Zomerspelen in Sydney op een gedeelde negende plaats in de klasse half middengewicht. Later dat jaar won hij de Grand Slam van Parijs.
Hij was lid van judoschool Hans Meester uit Hoorn tot 1992, en werd daarna lid van Kenamju Haarlem.

## Bondscoach
Sinds 2001 is hij in dienst van de Judo Bond Nederland, de eerste drie jaar als junioren-bondscoach, met onder anderen als pupillen Dex Elmont, Henk Grol en Jeroen Mooren. In 2005 werd Arens bondscoach van het Nederlandse judo heren; hij bleef in deze functie tot de Olympische Spelen van Rio de Janeiro in 2016. Hij was in deze periode de persoonlijke coach van Guillaume Elmont, Dex Elmont, Henk Grol, Ruben Houkes en Noël van 't End.
Toen de Judo Bond Nederland in 2016 overging naar een gecentraliseerd programma, werd hij hoofdcoach mannen en vrouwen op het Nationaal Training Centrum (NTC) op Sportcentrum Papendal. In deze functie was hij coach van onder anderen Henk Grol, Marhinde Verkerk en Kim Polling.

## Trivia
- Arens verkreeg op 27 november 2011 zijn promotie naar zesde dan.